# 한근석
한근석(韓根錫, 1960년 11월 27일 ~)은 대한민국 전라남도의회 의원이다.

## 학력
- 숭실대학교 법학과 졸업

## 경력
- 순천시탁구협회 회장
- 더불어민주당 전라남도당 순천시 지역위원회 사무국장
- 노무현재단 전남지역위원회 상임대표
- 생태유아학교 코끼리어린이집 이사장
- 2018년 7월 1일 ~ 2022년 6월 30일: 제11대 전라남도의회 의원

## 역대 선거 결과
|  | 10.87% |

|  | 69.06% |